# Edmund Pevensie
Edmund Pevensie, conosciuto anche come Edmund il Giusto , duca della Piana della Lanterna, Conte della Marca Occidentale e Cavaliere del Nobile Ordine della Tavola, è un personaggio della saga di sette libri Le cronache di Narnia di C. S. Lewis. È il terzo dei quattro fratelli Pevensie protagonisti della saga (oltre a Peter, Susan e Lucy).

## Nel libro

### Prima della storia
Edmund è nato nel 1930 a Finchley, Inghilterra. Ha 10 anni quando appare in Il leone, la strega e l'armadio, mentre in L'ultima battaglia ne ha 19.

### Il leone, la strega e l'armadio
In Il leone, la strega e l'armadio, Edmund è uno dei personaggi principali e il personaggio che si sviluppa di più nel corso della storia.
Nel libro è implicito che Edmund abbia iniziato la vita come una persona simpatica, ma che poi sia cambiato in peggio ed abbia iniziato ad agire meschinamente dopo aver frequentato una scuola nuova. Tuttavia, nell'adattamento cinematografico del libro nel 2005, è implicito che Edmund sia sconvolto dal fatto che suo padre sia stato costretto a servire nella guerra e che lui, come risultato, insieme ai suoi fratelli, debba essere costretto ad allontanarsi da casa.
Edmund fa commenti crudeli e sarcastici contro Lucy quando scopre per prima l'ingresso a Narnia attraverso l'armadio ed è il secondo dei fratelli Pevensie ad andare a Narnia, dopo aver seguito Lucy per prenderla in giro. Arrivato lì, incontra la Strega Bianca (che si presenta come la Regina di Narnia) e mangia qualche caramella turca incantata, che provoca una dipendenza in chi lo mangia. Come risultato, Edmund promette che porterà i suoi fratelli a casa della Strega Bianca, senza sapere che quest'ultima ha intenzione di ucciderli tutti per evitare il compimento di una profezia di Narnia. Lucy farà menzione della Strega Bianca in una conversazione successiva ed Edmund si renderà conto che la Strega non è la "Regina di Narnia", ma la magia delle caramelle è molto forte, tanto da spingerlo a decidere di tornare da lei, in futuro, per averne ancora.
Al suo ritorno, lui nega di essere stato a Narnia, non volendo ammettere che la storia di Lucy fosse vera.
È quando tutti e quattro i ragazzi Pevensie passano attraverso l'armadio che si lascia sfuggire che è stato già prima Narnia. Lui e gli altri tre bambini sono portati sotto la protezione dei coniugi Castoro, ma mentre gli altri stanno avendo una conversazione approfondita circa l'arrivo di Aslan, Edmund sguscia via verso il castello della Strega Bianca, dove si aspetta di diventare un principe e più tardi un re.
Tuttavia la sua opinione della Strega cambia drasticamente quando lei lo rimprovera per essere venuto da solo, e ancora di più durante il loro viaggio alla Tavola di Pietra, quando incontrano un gruppo di creature partecipare ad una festa fornita da Babbo Natale. Mentre le creature continuano ad affermare che Babbo Natale è il loro benefattore e che è entrato nel territorio (un chiaro segno del suo potere in declino), la Strega Bianca le trasforma in pietra nonostante le proteste di Edmund.
È dopo questo avvenimento che Edmund si rende conto, con orrore, che si è alleato con il male e che darebbe qualsiasi cosa per tornare dagli altri. La slitta non riesce più a procedere dato che la neve si scioglie (un altro segno della potenza sgretola della Strega), quindi i due devono continuare il loro viaggio a piedi. Alla fine sostano in una valle boscosa, dove la Strega si prepara a metterlo a morte come traditore. Legato ad un albero, il nano lo minaccia, ma una squadra di soccorso inviata da Aslan arriva, lo libera e lo porta dai suoi fratelli e dal resto dell'esercito di Aslan. Edmund si redime completamente dopo un lungo colloquio con Aslan. Il giorno seguente la Strega ribadisce la sua pretesa alla vita di Edmund. Lei e Aslan elaborano quindi un accordo: Aslan morirà al posto di Edmund (anche se gli altri Narniani non lo sanno), ma dato che alla Strega è sconosciuta la vera magia (e le regole ad essa sottostanti) presente nel contratto stipulato con il leone, non potrà sapere che ciò permetterà ad Aslan di essere riportato in vita.
Dopo la guerra e la sconfitta della Strega, come annunciato dalla profezia, Edmund è incoronato in nome del Grande bosco dell'Ovest re di Narnia, insieme ai fratelli, e verrà chiamato Re Edmund "il Giusto". Da loro sarà sempre chiamato il Giusto, forse in memoria della sua lealtà nata dopo lo sbaglio avvenuto con la Strega Jadis.
Quindici anni dopo lui ed i suoi fratelli lasciano Narnia contro la loro volontà e per puro caso, ritornando i ragazzi che erano entrati nell'armadio per nascondersi.

### Il principe Caspian
Edmund ed i suoi fratelli tornano a Narnia per aiutare Caspian, legittimo Re di Narnia, contro il re Miraz l'Usurpatore. Convince il nano Briscola che lui ed i suoi fratelli sono i Re e le Regine della leggenda dopo averlo sconfitto in un duello di spade. Aiuta poi Peter e Briscola a difendere Caspian da Nikabrik e dal lupo mannaro, che Edmund uccide. Edmund è anche presente, per testimoniare, al duello di Peter e Miraz. Nel libro Edmund si aggira intorno agli 11 anni al momento del suo ritorno, ma nel film probabilmente è intorno ai 15- 17 anni di età.
Essendo diventato molto più premuroso e protettivo nei confronti di Lucy, è la prima persona a crederle quando lei vede Aslan e a sostenerla contro l'incredulità dei loro fratelli e di Briscola, complice l'esperienza vissuta con la Strega Bianca. In questo libro Edmund viene mostrato in una luce più positiva rispetto a "Il leone, la strega e l'armadio". Il suo comportamento è più cooperativo e leale, anche sotto la guida di Peter, che non è preparato per la nuova Narnia e per il suo stato attuale. Di rado affronta Peter apertamente, ma spesso "agisce dietro le quinte".
Nel film, Edmund dimostra di essere molto più maturo di Peter e Caspian, ma resta sempre fuori dai loro argomenti. Edmund è indispensabile in tutte le battaglie, specialmente per Peter; penetrando in avanscoperta nel castello di Miraz per segnalare il via libera, presentando la proposta di Peter di duellare contro Miraz e convincendolo ad accettare, riesce a fargli guadagnare molto tempo. Inoltre, nel film, è in grado di fermare la resurrezione della Strega Bianca rompendo con la spada la parete di ghiaccio in cui lei è imprigionata.
Peter nega continuamente ad Edmund la fiducia che questi meriterebbe, ripetendo insistentemente: "Era tutto sotto controllo". Questo non sembra infastidire Edmund per buona metà del film fino a quando, dopo aver impedito il ritorno della Strega Bianca, egli replica a Peter: "Lo so. Era tutto sotto controllo" prima di andarsene.
Edmund, insieme a Briscola, Ripicì ed altri personaggi, fornisce un sollievo comico in tutta la storia.
Nel distruggere la Strega Bianca ancora una volta si può pensare che Edmund abbia finalmente superato il suo passato oscuro con lei, che apparentemente tutti tranne lui hanno dimenticato. Si può anche pensare che il ripetuto eroismo e la ripetuta nobiltà di Edmund sia un tentativo di compensazione per aver tradito i suoi fratelli, indipendentemente dal fatto che loro si schierino o meno ancora contro di lui.

### Il viaggio del Veliero
Edmund, Lucy e il loro cugino Eustace entrano nel mondo di Narnia attraverso un quadro magico e finiscono in un oceano. Vengono salvati e portati a bordo sul Veliero, dove si riuniscono con il re Caspian, il quale è in missione per cercare i Lord perduti che suo zio aveva mandato ad esplorare alcune terre qualche anno prima. Questa è l'ultima avventura di Edmund e Lucy nel mondo di Narnia, dato che Aslan dice loro che sono cresciuti troppo per poter tornare un'altra volta. A questo punto della serie, il personaggio di Edmund matura molto nel suo modo di trattare le persone, cosa che si nota nella maniera in cui si occupa di suo cugino Eustace e nella lotta di potere con il re Caspian. Edmund e Lucy sono notevolmente vicini in questo episodio, come si può vedere nel modo in cui si difendono a vicenda contro Eustace. Quando Eustace cambia il suo comportamento verso gli altri dopo essere stato ritrasformato da drago ad umano, Edmund cita il proprio tradimento e dice che Eustace non si era comunque comportato peggio di lui.
Nel libro Edmund ha circa 12 o 13 anni al momento del ritorno a Narnia, ma nel film sembra avere tra i 18-19 anni di età.
Nel film del 2010, Edmund viene tentato dalla nebbia verde sotto forma di Strega Bianca ed è geloso dello stato di Caspian come attuale re di Narnia (non vuole essere superato da lui). Lui e Caspian diventano violenti ad un certo punto, quando si trovano di fronte alla pozza incantata che trasforma tutto in oro puro, ma Lucy li ferma rapidamente e li rimprovera. Dopo questo avvenimento, Edmund non sembra più turbato dallo stato di Caspian come re. È molto addolorato quando gli Inettopodi rapiscono Lucy e quando crede che Eustachio sia stato mangiato da un drago, il che dimostra il profondo affetto e il senso di protezione che possiede verso la sua famiglia.
Alla fine del film, Edmund reagisce in modo più composto rispetto a Lucy quando scopre che non tornerà mai più e la consola, anche se è ovviamente molto commosso ed addolorato quanto lei. Nell'ultima scena, di nuovo in Inghilterra, si guarda indietro e sorride consapevolmente a Eustachio, il che suggerisce un cameratismo tra i due che non c'era prima.

## Altre apparizioni
Appare inoltre nei romanzi:
- Il cavallo e il ragazzo
- L'ultima battaglia

Non compare in Il nipote del mago.

## Cinema
Nel film Le cronache di Narnia - Il leone, la strega e l'armadio (2005) è interpretato dall'attore Skandar Keynes (bruno, mentre nel romanzo Edmund è biondo); Mark Wells, anche lui bruno, interpreta Edmund da adulto. Nell'edizione italiana è doppiato da Jacopo Bonanni.
Keynes ritorna anche per i film seguenti, Le cronache di Narnia - Il principe Caspian (2008) e Le cronache di Narnia - Il viaggio del veliero (2010), nei quali è doppiato da Mattia Ward.
Nella parodia Epic Movie, Edmund è interpretato da Kal Penn.